# Hugo z Fosses
Hugo z Fosses (asi 1093 – 1163, Prémontré) byl francouzský řeholník, premonstrát, společník svatého Norberta a jeho nástupce ve vedení řadu.

## Život
Narodil se asi roku 1093 poblíž Namuru.
O jeho mládí nemáme žádné informace. Stal se knězem a byl kanovníkem ve Fosses-la-Ville. Roku 1116 se stal asistentem biskupa cambraiského Burcarda.
Ve Valenciennes se setkal se svatým Norbertem a opustil svou funkci u biskupa.
Díky laonskému biskupů Bartoloměji se setkali v Remeši s papežem Kalixtem II. Díky podpoře papeže založil Norbert s Hugem klášter v Prémontré a o Vánocích roku 1121 složili své řeholní sliby.
Kvůli Norbertovým závazkům bylo vedení kláštera na Hugovi. Poté, co se roku 1126 stal Norbert biskupem v Magdeburgu, Hugo se stal oficiálně představeným řádu.
Jako opat sloužil 35 let. Zemřel roku 1161 nebo 1163.

## Kult
Jeho kult započal bezprostředně po jeho smrti.
Dne 27. října 1896 byly jeho ostatky přeneseny do katedrály Notre-Dame v Laonu. Během první světové války se dostaly do Braine-l'Alleud.
Dne 13. července 1927 papež Pius XI. potvrdil jeho kult.
Jeho svátek se připomíná 10. února.